# Федоричев, Николай Филиппович
Николай Филиппович Федоричев (19 декабря 1923, Нижняя Федотовка, Кромской уезд, Орловская губерния, РСФСР, СССР — 24 февраля 1991) — участник Великой Отечественной войны, лётчик 683-го Полоцкого штурмового авиационного полка. Герой Советского Союза.

## Биография

### Ранние годы
Родился в крестьянской семье в селе Нижняя Федотовка — ныне деревня Федотово, Кромской район, Орловская область. По национальности русский. В 1930-х годах семья переехала в Ворошиловград (ныне Луганск), где Николай окончил 9 классов средней школы и осоавиахимовский аэроклуб.
В рядах Красной Армии
Осенью 1940 года, после окончания школы, поступил в Ворошиловградскую военную авиационную школу пилотов. В 1941 с продвижением немецких войск из курсантов были сформированы отряды самообороны. Затем училище было эвакуировано, летом 1942 курсанты возобновили обучение. В 1944 году Федоричев окончил училище и с сентября сражался на 1-м Прибалтийском, затем — на 3-м Белорусском фронтах.

### Участие в Великой Отечественной
1-й Прибалтийский фронт. Сражения в Прибалтике
Николай Федоричев был направлен пилотом «Ил-2» в Полоцкий 683-й штурмовой авиаполк, 335-й Витебской штурмовой авиадивизии, 3-й воздушной армии. Осенью 1944 года полк участвовал в освобождении Прибалтики. Боевое крещение Федоричева состоялось 25 сентября в районе населённых пунктов Песас и Стерелас, в своём первом бою он уничтожил 2 танка и 8 автомашин. При отходе от цели группа была перехвачена 18-ю истребителями «ФВ-190», в ходе боя три немецких самолёта были сбиты, группа благополучно вернулась на аэродром. «Ил-2» Федоричева получил серьёзные повреждения рулей поворота и правой плоскости; несмотря на это, Федоричев не вышел из боя, продолжил сражение и после боя успешно посадил практически неуправляемый самолёт. Федоричев участвовал в Рижской и Мемельской операциях — этапах Прибалтийской операции, в ликвидации Курляндской группировки войск вермахта, в сражениях в районе городов Бауска, Тельшяй, Плунге, Мемель (Клайпеда). Особо отличился при выполнении боевых заданий в районе населённых пунктов Тельшяй, Брынти, Лыдзивас, Тукумс, Скуодас, Рудбаржи.
3-й Белорусский фронт. Сражения в Восточной Пруссии
С февраля 1945 года полк Федоричева действовал в оперативном подчинении 3-го Белорусского фронта в боевых действиях в Восточной Пруссии. В звании лейтенанта Федоричев участвовал в Кёнигсбергской и Земландской операциях — этапах Восточно-Прусской операции. В марте 1945 Федоричев, выполняя разведывательные полёты, в районе населённого пункта Первильтен (6 марта) и в районе города Бранденбург (15 марта) обнаружил скопление наземных войск противника. После радиодонесений лётчики из звена Федоричева атаковали противника, им на подмогу пришли лётчики из авиаполка — противник понёс существенные потери. Этими действиями были сорваны контратаки немецких войск. За выполнение боевых заданий на косе Фришес-Нерунг и в боях за Пиллау (Балтийск) Федоричев был награждён третьим по счёту орденом «Красного Знамени». Награждён медалью «За взятие Кёнигсберга».
С сентября 1944 по май 1945 Н. Ф. Федоричев совершил 105 боевых вылетов на штурмовку и разведку, нанеся войскам противника значительный урон.
Указом Президиума Верховного Совета СССР от 29 июня 1945 года за образцовое выполнение боевых заданий командования на фронте борьбы с немецко-фашистскими захватчиками и проявленные при этом мужество и героизм лейтенанту Федоричеву Николаю Филипповичу присвоено звание Героя Советского Союза с вручением ордена Ленина и медали «Золотая Звезда» (№ 8809).

### После войны
Демобилизовался в 1946 году. Вернулся в Ворошиловградскую область. В 1948 году окончил Кадиевский горный техникум, в 1952 — Донецкий индустриальный институт. После работал на строительстве шахт в Донбассе. Жил в городе Первомайске Луганской области.

## Награды
- Герой Советского Союза;
- орден Ленина;
- три ордена Красного Знамени;
- два ордена Отечественной войны 1-й степени;
- медаль «За победу над Германией в Великой Отечественной войне 1941—1945 гг.»;
- медаль «За взятие Кёнигсберга».